# Ludwig Stumpfegger
SS-Obersturmbannführer Stumpfegger Ludwig (11 de julho de 1910 - possivelmente em 2 de maio de 1945) foi um médico alemão da SS na Segunda Guerra Mundial e médico pessoal de Adolf Hitler a partir de 1944.

## Biografia
Stumpfegger nasceu em Munique, na Baviera. Inicialmente ele trabalhou como assistente médico do professor Karl Gebhardt no Sanatório Hohenlychen, que especializado em acidentes de esportes. Como resultado desta experiência, ele fez parte da equipe médica, juntamente com Gebhardt, dos Jogos Olímpicos de Berlim em 1936 e dos Jogos Olímpicos de Inverno do mesmo ano, em Garmisch-Partenkirchen.
Em 1939, o Hohenlychen foi usado pela SS como parte do esforço de guerra. Trabalhando sob a supervisão de Gebhardt, Dr. Fritz Fischere Dr.Herta Oberheuser, ele participou de experiências médicas sob temas dos quais eram mulheres do campo de concentração em Ravensbrück. Os experimentos incluiam o transplante de ossos e músculos.
Em 1945, Stumpfegger começou a trabalhar diretamente para Hitler no Führerbunker em Berlim sob a direcção do Dr. Theodor Morell. A pedido de Hitler, ele administrou um comprimido de cianeto para Blondi, o cão pastor alemão que foi um presente de Martin Bormann. Hitler disse que ele queria ver quão rapidamente os generais do Exército alemão iriam morrer depois de tomarem as seus comprimidos de cianeto. Com o avanço do Exército Vermelho rumo ao bunker, algumas fontes afirmam que ele ajudou a Magda Goebbels assassinar seus filhos antes que ela e seu marido Joseph Goebbels se suicidassem.
Após as 21h00, em 1 de Maio, Stumpfegger saiu do Führerbunker em um grupo que incluía Martin Bormann e o líder da Juventude Hitlerista Artur Axmann. Eles utilizaram um túnel do metro e rapidamente se perderam em meio aos destroços que a batalha deixava. Eles caminharam por um tempo com alguns tanques alemães, mas os três ficaram atordoados com a explosão de uma mina antitanque. Deixando os tanques e o resto do seu grupo, eles caminharam ao longo de trilhas até a estação ferroviária de Lehrter onde Axmann decidiu ir sozinho em direção oposta de seus dois companheiros. Quando ele encontrou uma patrulha do Exército Vermelho, Axmann voltou e mais tarde insistiu que ele tinha visto os corpos de Bormann e Stumpfegger no pátio ferroviário próximo e o luar iluminava claramente seus rostos. Ele não verificou os corpos e por isso não sabe como eles morreram. Seus restos foram recentemente descobertos, e geneticamente identificados. Fragmentos de vidro encontrados junto aos corpos dos dois homens, levam à conclusão de que eles cometeram suicídio utilizando cápsulas de cianeto.

## Imagem nos meios de comunicação
Ludwig Stumpfegger foi retratado pelos seguintes atores em produções de cinema e televisão.
- John Barron, em 1973 no filme britânico Hitler: Os últimos dez dias.
- Peter Blythe, em 1973 a produção da televisão britânica A Morte de Adolf Hitler.
- Thorsten Krohn, em 2004 no filme alemão A Queda (Der Untergang).